# Rheinniederung von der Rench- bis zur Murgmündung
Rheinniederung von der Rench- bis zur Murgmündung este o arie protejată (sit de importanță comunitară — SCI, arie de protecție specială avifaunistică — SPA) din Germania întinsă pe o suprafață de 3.105,4 ha, integral pe uscat.

## Localizare
Centrul sitului Rheinniederung von der Rench- bis zur Murgmündung este situat la coordonatele 48°49′07″N 8°06′41″E / 48.8186°N 8.1114°E.

## Înființare
Situl Rheinniederung von der Rench- bis zur Murgmündung a fost declarat arie de protecție specială avifaunistică în noiembrie 2007 pentru a proteja 20 de specii de animale. Situl a fost protejat și ca sit de importanță comunitară în noiembrie 2007.

## Biodiversitate
Situată în ecoregiunea continentală, aria protejată nu include niciun habitat protejat.
La baza desemnării sitului se află mai multe specii protejate de  păsări (20): fluierar de munte (Actitis hypoleucos), pescăruș albastru (Alcedo atthis), rață mică (Anas crecca crecca), Anas platyrhynchos platyrhynchos, Anas strepera strepera, Anser albifrons albifrons, gâscă de semănătură (Anser fabalis), porumbel de scorbură (Columba oenas), ciocănitoarea de stejar (Dendrocopos medius), ciocănitoare neagră (Dryocopus martius), șoimul rândunelelor (Falco subbuteo), sfrâncioc roșiatic (Lanius collurio), Luscinia svecica cyanecula, gaia neagră (Milvus migrans), viespar (Pernis apivorus), cormoran mare (Phalacrocorax carbo carbo), ciocănitoare verzuie (Picus canus), Rallus aquaticus aquaticus, chiră de baltă (Sterna hirundo), Tachybaptus ruficollis ruficollis.